# (32666) 6124 P-L
6124 P-L (asteroide 32666) é um asteroide da cintura principal. Possui uma excentricidade de 0.24851500 e uma inclinação de 4.55470º.
Este asteroide foi descoberto no dia 24 de setembro de 1960 por Cornelis Johannes van Houten e Ingrid van Houten-Groeneveld e Tom Gehrels em Palomar.